# Soyuz 27
Soyuz 27 fue una misión de una nave Soyuz 7K-T lanzada el 10 de enero de 1978 desde el cosmódromo de Baikonur con dos cosmonautas a bordo hacia la estación espacial Salyut 6.
La misión de Soyuz 27 fue acoplarse a la estación Salyut 6 para realizar diversos experimentos científicos y técnicos. La misión tuvo lugar mientras la Soyuz 26 permanecía acoplada a la estación, siendo la primera vez en que tres naves se encontraban acopladas en el espacio, el 11 de enero de 1978. La tripulación de la Soyuz 27 regresó en la nave de la misión Soyuz 26, siendo la primera vez en que una tripulación de una nave regresaba en otra nave diferente de la que habían utilizado en el lanzamiento. También fue la primera vez en que una tripulación visitaba una estación ya ocupada por una tripulación previa.
La Soyuz 27 regresó el 16 de marzo de 1978.

## Tripulación

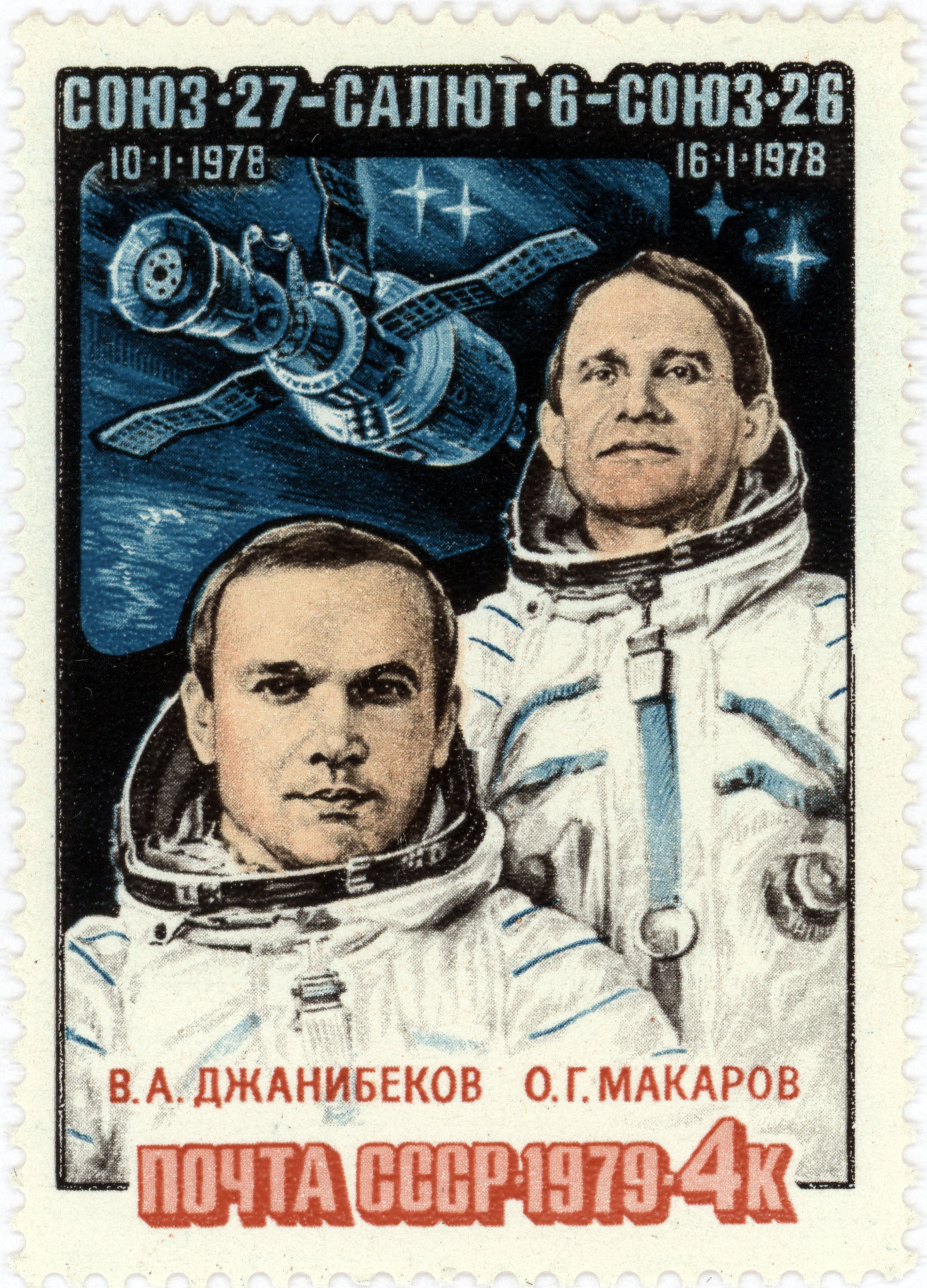
Sello conmemorativo soviético de la Soyuz 27.

### Despegaron
- Vladimir Dzhanibekov (Comandante)
- Oleg Makarov (Ingeniero de vuelo)

### Aterrizaron
- Yuri Romanenko (Comandante)
- Georgi Grechko (Ingeniero de vuelo)

## Tripulación de respaldo
- Vladimir Kovalyonok (Comandante)
- Aleksandr Ivanchenkov (Ingeniero de vuelo)